# Owain ap Hywel
Owain ap Hywel (... – 987) regnò sul Deheubarth (nel Galles meridionale) e forse controllò anche il Powys.
Era figlio di Hywel Dda, sovrano prima del solo Deheubarth e poi, sul finire della sua vita, della maggior parte del Galles. Alla morte di Hywel (950), il Deheubarth fu spartito tra Owain e in suoi due fratelli Rhodri e
Edwin. Costoro non riuscirono a mantenere il controllo del Gwynedd, che fu reclamato dalla precedente dinastia di Aberffraw, nelle persone di Iago e Ieuaf, figli di
Idwal Foel.
Nel 952 Iago e Ieuaf invasero il sud, giungendo fino al Dyfed. I figli di Hywel reagirono invadendo a loro volta il nord (954), giungendo fino all'area a nord della valle del fiume Conwy, prima di essere sconfitti nella battaglia di Llanrwst e di essere quindi costretti a ritirarsi nel Ceredigion.
Rhodri morì nel 953 ed Edwin nel 954, lasciando Owain solo sul trono. Owain non cercò comunque di reclamare il Gwynedd, mentre lui e il figlio Einon attaccarono il Morgannwg (oggi Glamorgan) nel 960, 970 e 977. Durante un raid, nel 984, Einon fu ucciso da un nobile del Gwent.
Dopo la morte di Einion, il fratello Maredudd, assunse la guida della guerra e nel 986 riconquistò il Gwynedd, scalzando il figlio di Ieuaf, Cadwallon. L'anno dopo, Owain morì e Maredudd divenne re del Deheubarth e del Gwynedd.